# 호텔경영사
호텔경영사(Hotel General Manager)는 관광호텔업의 총괄관리 및 경영업무 담당자 양성을 위한 국가전문자격 시험으로 문화체육관광부가 소관하며 한국산업인력공단이 시행한다.

## 응시 자격
- 호텔관리사 자격을 취득한 후 관광호텔에서 3년 이상 종사한 경력이 있는 자
- 4성급 이상 호텔의 임원으로 3년 이상 종사한 경력이 있는 자

## 시험 과목

### 제1차 시험
- 관광법규
- 호텔회계론
- 호텔인사 및 조직관리론
- 호텔마케팅론

### 제2차 시험
- 외국어 면접
- 호텔 실무 상식 면접

### 공인어학성적 기준요건

#### 영어
| - G-TELP : 79점 이상 - iELTS : 5점 이상 - TEPS : 404점 이상 | - TOEIC : 800점 이상 - TOEFL : PBT 619점, IBT 88점 이상 |

#### 중국어
- HSK : 5급 이상

#### 일본어
- JPT : 784점 이상

## 같이 보기
- 호텔관리사
- 호텔서비스사